# Ammophila iliensis
Ammophila iliensis är en biart som beskrevs av Kazenas 2001. Ammophila iliensis ingår i släktet Ammophila och familjen grävsteklar. Inga underarter finns listade i Catalogue of Life.